# 普里莫尔斯基农村居民点
普里莫尔斯基农村居民点（俄语：Приморское сельское поселение）是俄罗斯联邦伏尔加格勒州卡拉奇区所属的一个农村居民点。其下辖有3个居民点，行政中心为普里莫尔斯基。据2016年统计，该农村居民点的人口为966人。